# Сафиния, Фархад
Фархад Сафиния (англ. Farhad Safinia; перс. فرهاد صفی‌نیا‎ Farhād Safīnīyā; род. 1975 г.) — ирано-американский сценарист, кино- и телепродюсер, известный по фильму «Апокалипсис» и сериалу «Босс». В 2019 году дебютировал с полнометражным фильмом «Игры разумов».

## Личная жизнь
Фархад Сафиния родился в Тегеране, Иране, в 1975 году. Уехал из Ирана вместе с семьёй в возрасте четырёх лет. Жил в Париже, затем в Лондоне. Учился в Чартерхаусе, затем в Королевском колледже в Кембридже на экономическом. Во время учебы в Кембридже был режиссёром и актёром множества постановок для Любительского драматического клуба Кембриджского университета. После окончания колледжа переехал в Нью-Йорк, где учился кинематографу в Новой школе и в школе искусства Нью-Йоркского университета. Летом 2007 года женился на актрисе Лоре Реган в Галифаксе, Новая Шотландия.

## Голливуд
Фильм «Апокалипсис», к которому он написал сценарий в соавторстве с продюсером и режиссёром Мелом Гибсоном, стал его первым полнометражным фильмом. Двумя годами ранее Сафиния помогал Гибсону в постпроизводстве и рекламировании фильма «Страсти Христовы». Также является создателем, автором сценария и продюсером сериала «Босс» на канале Starz. В настоящее время живёт в Лос-Анджелесе.